# Þrúðgelmir
U nordijskoj mitologiji, Þrúðgelmir [ˈθruːð.ɟɛlmɪr] je bio čudovišni ledeni div, a smatran je jednim od praotaca divova. Imao je šest glava.
Ymir, prvi ledeni div, stvorio je svoju djecu iz svoga tijela – ispod njegove lijeve ruke su izrasli div i divovska žena, a iz njegovih je nogu stvoren Þrúðgelmir. Od svih njih su potekli rodovi divova. Svi su oni nastali na samom početku svemira. Þrúðgelmir je dobio sina Bergelmira.
Bogovi Odin, Vili i Ve – sinovi Bestle, Bölþornove kćeri te tako Þrúðgelmirovi rođaci – ubili su zlog Ymira, a u Ymirovoj su se krvi utopili svi ledeni divovi osim Þrúðgelmirova sina Bergelmira i njegove supruge. Sam se Þrúðgelmir utopio u krvi svog oca – vodi. 